# Abroad in Japan Podcast
Abroad in Japan Podcast（アブロード・イン・ジャパン・ポッドキャスト）は、ロンドンに拠点を置くスタートアップ企業Stakhanov Industries Ltd.制作によるポッドキャスト番組。YouTubeチャンネル『Abroad in Japan』の管理者クリス・ブロードと、ポッドキャストラジオ局Stakhanovの設立者で英国国立商業ラジオ局Absolute RadioのDJであるピート・ドナルドソンがパーソナリティを担当。

## 番組の概要
Abroad in Japan Podcastは、2018年2月15日に配信開始されたロンドンに拠点を置くラジオ局Stakhanov制作によるポッドキャスト番組で、YouTubeチャンネル『Abroad in Japan』の管理者クリス・ブロードと、英国国立ラジオ局Absolute RadioのDJであるピート・ドナルドソンがパーソナリティを担当している。『Abroad In Japan』では放送しきれない都市と地方観光穴場スポット・夜の歓楽街情報・日本の時事や国家イベント・日本史や文化・風変わりな事象からクリスとピートの日本での赤裸々な体験談まで日本に関する情報が網羅されている。放送の形態は、冒頭で2人のフリートーク、中盤にニューストピック、後半にFAX（EメールをFAXに転送）による視聴者からのお便り紹介という流れになっている。放送日に関しては、2020年7月9日までは毎週木曜日（日本時間）の週1回配信であったが、以降は毎週月・木曜日の週2回配信に変更されている。
番組のダウンロード数に関しては、AppleとSpotifyのポッドキャスト解析サービスを提供しているChartableによれば、2019年11月24日時点のAppleポッドキャストチャートPlaces & Travel部門において、日本：5位、イギリス：5位、オーストラリア：5位、カナダ：19位、スイス：22位、アメリカ：33位、フランス：35位、ドイツ：38位、またSpotifyのLifestyle & Health部門では、日本：24位、イギリス：48位を記録しており、同サイト内の一般視聴者のレビューでは、2,785件中4.9/5星の評価となっている。また米国のポッドキャスト配信企業himalayaとdisturbing JAPANでは、20番組の「Best Japan Podcasts」のひとつに選出されている。2019年10月の『the japan times』や2021年3月の『Tokyo Weekender』などの情報誌で紹介されるなど、YouTubeのプラットフォームを超えて注目が高まっている。

## ラジオパーソナリティ
- クリス・ブロード (Chris Broad)
- ピート・ドナルドソン (Pete Donaldson)

## 過去のゲスト
- 阿蘇夏樹（Natsuki The Man - タレント）：2018年3月15日、2019年4月4日出演
- シャーラ（Sharmeleon - YouTuber）：2020年9月24日、28日出演
- 中村ノルム（Tokyo Lends - YouTuber）：2020年12月3日、7日出演
- ジョーイ・ビジンガ―（The Anime Man - YouTuber）：2020年12月24日、28日出演
- コナー・コフーン（CDawgVA - YouTuber）：2021年1月28日出演
- マーク・ピカリング（日本プロレス団体 プロレスリング・ノア解説者）：2021年4月17日出演
- ダン・オーロウィッツ（Jリーグジャーナリスト）：2021年4月17日出演
- オドネル・ケビン（Dogen - YouTuber）：2021年4月22日出演
- アレックス・シャピロ（Tokyo Portfolio - YouTuber・不動産仲介業者）：2021年4月26日出演

## 配信プラットフォーム
2019年11月24日時点で以下の10つのサイトから配信されている。
Stakhanov、ACAST、Apple、Spotify、Player FM、Podbean、Podbay、Tune In、Podcasts.nu、himalaya

## ジングル
番組冒頭や中間の節目に、日本的な琴の音色と共に以下のジングル（短い音）が流れる。
- WOW！ - 阿蘇夏樹の声
- Sweet chocolate - 同上
- Justice delicious! - 同上
- I'll kill customer - 同上
- アーユー・ユーチューバー？- 『めざましテレビ』のアナウンサーの声
- Thoroughly wash your manly body
- To my surprise, I stumbled across a "Secret Sexy Club"

## テーマ曲
- Baby Powder『Like This』（オープニング＆エンディングのテーマ曲）

## 放送回の概要
2020年01月09日時点で、100回の放送分がポッドキャストで配信されている。
| 放送回 | 配信日     | タイトル                                                                 | 日本語訳                                                                | 放送時間 | エピソード |
| ------ | ---------- | ------------------------------------------------------------------------ | ----------------------------------------------------------------------- | -------- | --- |
| 1      | 2018/2/15  | Abroad In Japan: Valentines Day!                                         | バレンタインデー！                                                      | 45:47    | 交友期間6カ月目の2人、ホテルでシードル缶を取り上げられたピート、教師時代バレンタインデーの逸話、金髪女性ばかりのTinder             |
| 2      | 2018/2/22  | Abroad In Japan : Food!                                                  | 食べ物！                                                                | 41:05    | 渡辺謙に会いたいクリス、英国と日本のスーパーの相違点、AKB48の男女交際禁止に関する話                                                |
| 3      | 2018/3/1   | Abroad In Japan : Japanese Policemen and Beatboxing Teachers!            | 日本人警官とビートボックス教師！                                        | 33:23    | 六本木で警察沙汰に巻き込まれたピート、教壇でビートボックスを年間100回披露した話                                                    |
| 4      | 2018/3/8   | Abroad In Japan : Why is everything so small?                            | なぜ全てがそんなに小さいのか？                                          | 46:51    | 親日家のエド・シーランと遭遇したクリス、畳の上の布団愛、SF調のホテル「中銀カプセルタワービル」                                     |
| 5      | 2018/3/15  | Abroad In Japan : Natsuki and the Japanese love hotel!                   | ナツキと日本のラブ・ホテル！                                            | 46:22    | ナツキが登場、新宿二丁目の楽しさをピートが力説、ラブホテルのカード払いの失態とゴキブリ騒動                                         |
| 6      | 2018/3/22  | Abroad in Japan : Six things we'd change about Japan!                    | 日本で変えたい6つのこと！                                               | 47:27    | 和式トイレの謎、日本の丁寧すぎるおもてなし、「すごい」という日本人のお世辞についての話                                             |
| 7      | 2018/3/29  | Abroad in Japan: 12 Amazing facts about Japan!                           | 日本についての12の驚くべき事実！                                        | 51:00    | ドナルド・マクドナルドの英名、パリ症候群に陥るクリス、男根崇拝の奇祭、ファミチキの素晴らしさを熱弁                                 |
| 8      | 2018/4/5   | Abroad in Japan: Myths about Japan!                                      | 日本の俗説！                                                            | 52:30    | クリスの父親と英TVシリーズ『ロボット・ウォーズ』、大阪の「外人ハンター」と食事をしたカラコン女性                                   |
| 9      | 2018/4/12  | Abroad in Japan: Life as a vlogger (and radio DJ)                        | ビデオブロガー（とラジオDJ）としての生活                                | 51:11    | パスポート切れで台湾渡航失敗、映像作家の飛び石としてのYouTuber、ALT退職後のやりくり、ピートの前職                                  |
| 10     | 2018/4/19  | 2 weeks in Japan \| Ultimate Travel Itinerary                            | 日本での2週間\| 究極の旅程                                              | 50:35    | 東京の森ビルからスーパーポテト、過剰な観光客の京都、クリスが好きな大阪、広島の原爆ドームと美しい宮島                               |
| 11     | 2018/4/26  | Abroad in Japan: Your questions answered!                                | 質問に答えます！                                                        | 43:48    | ケント大学の日本人学生寮とリョウタロウの大学時代の努力、明治神宮で白無垢の綿帽子に心奪われるピート                                 |
| 12     | 2018/5/3   | Abroad in Japan: Understanding the Japanese Mindset: 3 key concepts      | 日本の考え方を理解する：3つの重要な概念                                 | 47:56    | 京都精華大学長にアフリカ系男性が就任、母親のユニクロ愛、日本と中国との慣習の違い                                                   |
| 13     | 2018/5/10  | Abroad in Japan: Pornographic clickbait and fussy eaters!                | ポルノへのクリック誘導と好き嫌いの多い人！                              | 39:16    | クリス28歳の誕生日、ピートの内気さとDJのキャリア、ポルノスターのチャリティ、ピートの納豆愛、「ピートのアクセントが怖くて寝れない」 |
| 14     | 2018/5/17  | Two Weeks More in Japan \| Ultimate Itinerary Discussed                  | 日本でさらに2週間\| 議論された究極の旅程                                | 01:00:00 | ピート37歳の誕生日、宮城県名所（キツネ村・猫島・ニッカウヰスキー工場・秋保温泉・松島湾）岩手県名所（中尊寺金色堂・猊鼻渓）         |
| 15     | 2018/5/24  | Abroad in Japan: 21 Questions!                                           | 21の質問！                                                              | 43:09    | ナツキの美容室に視聴者来店、最も好きな日本映画、10年間で外国人が増えた日本、山形県が好きな理由                                     |
| 16     | 2018/5/31  | The Greatest Japanese Faux Pas Ever                                      | 史上最大の日本人の社会的過ち                                            | 41:33    | 日以首脳会談夕食会における靴入りチョコの話、バブル崩壊から現在までの日本の自殺率推移                                               |
| 17     | 2018/6/7   | Natsuki: The Movie (Behind the Scenes Revealed)                          | ナツキ：ザ・ムービー (舞台裏公開)                                       | 35:43    | 『Natsuki: The Movie』の曲に感銘を受けたピート、劇中でベースを担当したバーのマスター                                               |
| 18     | 2018/6/14  | Is AirBnB Japan in Danger?                                               | 日本のAirB&Bは危険か？                                                  | 38:24    | あだ名「ドニ―」で社会階層を上ったピート、クリスの父の提言、米英で異なる自己PRの方法、終業後の居残り                                |
| 19     | 2018/6/21  | Absurd Japanese Manager Attempts to Rob Own Store                        | 不合理な日本人の店長が自分の店で強盗しようとする                        | 40:31    | 教諭が女子生徒にラブレター、焼き鳥店店長が自分の店で強盗、ナツキとの出会いの思い出、ピートが故郷の田舎さを露呈                     |
| 20     | 2018/6/28  | Has Trump Saved Japan from North Korea?                                  | トランプは北朝鮮から日本を救ったか？                                    | 45:24    | 映画『犬ヶ島（Isle of Dogs）』の感想、新幹線殺傷事件、来日前に購入した『A Geek in Japan』、2人の好きなJ-POP                        |
| 21     | 2018/7/5   | How Awkward is Meeting Viewers in Japan?                                 | 日本で視聴者に出会うのはどれほど気まずい？                              | 40:55    | 街角でファンに見つけられ喜ぶピート、Football Rambleの米取材で銃を持ち出される、東京一人旅行の孤独の話、日本人のステレオタイプ      |
| 22     | 2018/7/12  | Large Earthquake Ruins Natsuki’s Day                                     | 巨大地震がナツキの一日を台無しにした                                    | 31:36    | 初来日1日目のパチンコ店、大阪府北部地震とナツキ、W杯後の散乱瓶とサリン事件、動物好きだが犬猫アレルギーを持つピート                 |
| 23     | 2018/7/19  | Natural disasters: is Japan safe?                                        | 自然災害：日本は安全？                                                  | 36:49    | 団子を好み納豆と梅干を嫌うクリス、阪神大震災の耐震構造、東日本大震災時の新宿の高層ビル群                                           |
| 24     | 2018/7/26  | Buying friends in Japan - a good idea?                                   | 日本で友達を買うー良いアイデア？                                        | 37:27    | W杯での日本×ベルギー戦、ひらかたパークの『瞬間フレンズ』、韓国音楽を選ぶ日本の学生、日本で最も人気のあるSMAP                       |
| 25     | 2018/8/2   | Flying a drone in Japan - how hard is it?                                | 日本でドローンを飛ばすーどれだけ難しい？                                | 35:49    | ドローンを初購入、ドローン衝突とピートの父親、無人島外離島の長崎さん、終戦に取り残された小野田陸軍少佐                             |
| 26     | 2018/8/9   | Is Japanese KFC the best in the world?                                   | 日本のケンタッキーは世界一？                                            | 28:43    | 週1回から年1回に減ったクリスのKFC通い、日本のKFCの欠点：英国の2倍価格でポップコーンチキンが無い                                    |
| 27     | 2018/8/16  | Japan's most ridiculous festival - explained                             | 日本一馬鹿げたお祭りー説明します                                        | 36:30    | 「死んだクリス」と単独ホストのピート、初回3回放送のハイライト、日本プロレス観戦に行ったピート                                      |
| 28     | 2018/8/23  | Japan Vs. Korea - 10 ways they’re different                              | 日本VS韓国－10個の違い                                                  | 59:23    | 日韓の違い（テラス席の数・接客の質・物的信頼性・外国人に対する反応と孤独感・公共ルール・英語表記の多さ）                           |
| 29     | 2018/8/30  | Adult toys and bathing suits!                                            | 大人のオモチャと水着！                                                  | 43:13    | モントリオールの大麻、『ブレードランナー』に似ている雨の大阪、ピートのパロディ動画、「俺の嫁」とTENGA                              |
| 30     | 2018/9/6   | Gender equality in Japan - does it exist anywhere?                       | 日本の男女平等ーどこにでも存在する？                                    | 44:31    | 東京医科大学入試の女性差別、「ジェンダー・ギャップ指数」114位、安倍首相の女性活躍推進、女性の寿司職人、小池知事が怖いクリス        |
| 31     | 2018/9/13  | Don't do this in Japan!                                                  | 日本でこれをしてはダメ！                                                | 31:44    | 2年で1500枚名刺を集めたクリス、麺と鼻をすする音の印象の違い、笑顔で「Maybe my cat is dead!」と言う同僚                             |
| 32     | 2018/9/20  | How not to rob a Japanese convenience store                              | 日本のコンビニで強盗を防ぐ方法                                          | 37:21    | 自転車を購入、鼻毛ばさみで強盗未遂、ヴァーチャルエアライン、ピートの母親と機内食、『はじめてのおつかい』を見るクリス               |
| 33     | 2018/9/27  | Are pizza vending machines the future?                                   | ピザ自販機は未来か？                                                    | 36:12    | チャリティーでジンバブエへ飛ぶピート、クリスの隣の席を立つ日本人、PS1『リッジレイサー』の思い出、高価な日本の宅配ピザ、北海道地震  |
| 34     | 2018/10/4  | Japanese hand gestures and swear words uncovered                         | 日本のハンドサインと禁句が明らかに                                      | 35:01    | ALT1か月目のあだ名問題で教諭が激怒、クリスの幼少時いじめられた話、日本人の元彼女へのプレゼント                                     |
| 35     | 2018/10/11 | Japanese hostess bar culture uncovered                                   | 日本のホステス・バー文化が明らかに                                      | 40:10    | 台風18号の東京の被害と渋谷スクランブル交差点ライブカメラの男、日本人の性交渉経験の少なさと経済停滞                                 |
| 36     | 2018/10/18 | How to handle physical contact in Japan                                  | 日本での身体接触の扱い方                                                | 36:22    | 髪型を自虐するピート、『ペルソナ5』、商業的な日本のXmas、「富士急ハイランド」好きなクリス、ヘビの出ない英国                        |
| 37     | 2018/10/25 | Desert Island: What Japanese items would you take?                       | 無人島：どの日本製品を持っていく？                                      | 42:35    | 英プレミアリーグで武藤嘉紀に声援を送るピート、無人島に持っていきたい「メガドライブ」と「ハイラックス」                             |
| 38     | 2018/11/1  | Japanese billionaire risks life for art                                  | 日本の億万長者は芸術のために命を危険にさらす                            | 34:38    | ピートとクリスの日本語暗記法、日本人らしくないZOZO前澤社長、二千円札をKFCで使ってしまったクリスの友人                              |
| 39     | 2018/11/8  | The cabin in the woods                                                   | 『キャビン』（映画）                                                    | 26:54    | 神戸にあるロックキャビンから初のスタジオ外施設収録、『Journey Across Japan』滋賀・京都の思い出話、交通事故に遭ったピート           |
| 40     | 2018/11/15 | Less than super Bomberman                                                | スーパーボンバーマン未満                                                | 31:11    | 引き続きキャビンで収録、『たけしの挑戦状』とピート、道頓堀の「カーネルサンダースの呪い」、神戸牛の旨さ                             |
| 41     | 2018/11/22 | Getting a Japanese Tattoo                                                | 日本のタトゥーを入れる                                                  | 29:43    | 「起死回生」のタトゥーを入れる決意表明、中国のレンタサイクル盗難、ファンから貰った「挑戦すれば健康を失う」の格言                   |
| 42     | 2018/11/29 | Rude Japanese people - do they exist?                                    | 無礼な日本人―存在するのか？                                             | 38:18    | 日本人の災害への「宿命論」と「レジリエンス」、手で銃を撃つマネをする大阪人、納豆に挑戦するピート、近江町市場の女性                 |
| 43     | 2018/12/6  | An awkward situation with a Japanese neighbour                           | 日本の隣人との気まずい状況                                              | 50:54    | 騒音隣人の悪夢、ドコモ代々木ビルとNYのESBとの酷似性、クリスの観光写真をInstagramまで届けるファン                                   |
| 44     | 2018/12/13 | The ultimate Japanese Christmas gift                                     | 究極の日本のクリスマスギフト                                            | 23:32    | 英国に帰国直前のクリス、不便な成田空港、銀座のKitKatのお土産、CoCo壱のロンドン初上陸                                               |
| 45     | 2018/12/20 | The Christmas party                                                      | クリスマス・パーティ                                                    | 35:03    | ケネス・ブラナーとの出会い、無神論者のクリスと伝統的なXmas、原爆TシャツとBTS、APAホテルの書籍、ピートが好きな「響」                |
| 46     | 2018/12/27 | Would you eat hair-flavoured chicken?                                    | 髪の風味のチキンを食べる？                                              | 27:31    | ピートがハートルプールへ帰郷、女子の髪風味のチキンに我慢限界のピート、再び渡辺謙に会いたいクリス                                   |
| 47     | 2019/1/3   | Akemashite omedetou! (Happy new year)                                    | 明けまして、おめでとう！                                                | 24:19    | 「できたてからあげクンロボ」、渋谷ハロウィンの軽トラ横転、最後の晩餐で食べたい「神戸牛」、壁を振動させる騒音隣人の悩み             |
| 48     | 2019/1/10  | 12 Glorious New Year's resolutions and a Natsuki movie sequel?           | 12個の輝かしい新年の抱負とナツキ映画の続編？                            | 43:18    | Green Ginger Wineとピート、『Black Mirror』、ナツキの禁煙支援動画の考案、飴を渡すタクシー、YouTube突破の抱負                       |
| 49     | 2019/1/17  | When romance goes wrong in Japan                                         | 日本で恋愛が上手く行かないとき                                          | 24:37    | メイ英首相の国境問題とロマンス、戸籍上の夫を募集するアイドル、ラブポーション製品の不適切表現、大阪のラブホテルでの失敗             |
| 50     | 2019/1/24  | Japan's latest technological wonders revealed                            | 日本の最新技術の驚異が明らかに                                          | 23:14    | 高速餅つきおじさん、長崎県の「変なホテル」、ペッパー君とASIMO、西武新宿駅の「Perseusbot」、障がい者就労支援カフェ「DAWN」          |
| 51     | 2019/1/31  | The strangest conversation you can have in Japan!                        | 日本で起こる最も奇妙な会話                                              | 28:43    | ジョージ・マイケルの家、終業後の居残りと自虐ネタが受ける日本、きちんとした日本のホームレス、動く図書館の電車と騒ぐピートの友人     |
| 52     | 2019/2/7   | 10 Crazy Japan travel stories!                                           | 10個のクレイジーな日本旅行の話！                                        | 34:03    | 教員退職時に生徒から貰った感謝のメッセージノートを披露、アームレスリング好きなクリス、廃墟の奈良ドリームランドに屯する外国人       |
| 53     | 2019/2/14  | When travelling in Japan goes wrong                                      | 日本で旅行が上手く行かないとき                                          | 28:29    | 前回の生徒達から感謝の手紙、赤毛に触れる日本女性、ピートの高級ヘアスプレー、新幹線でポルノ音声が流出                               |
| 54     | 2019/2/21  | The Abroad in Japan podcast anniversary!                                 | Abroad in Japan ポッドキャストの記念日！                                | 25:31    | 番組の1周年記念、ファンからの不満コメント、自転車旅後のプロジェクト構想、ナツキの禁煙開始示唆、29.1%濃度の抹茶チョコ               |
| 55     | 2019/2/28  | Is romance in Japan dead?                                                | 日本のロマンスは死んでいる？                                            | 22:29    | 西洋的ではない「物に感謝する」哲学、ピート8千マイルの旅、ピートに告白する視聴者とクリスの苦い初恋話、義務感のバレンタイン          |
| 56     | 2019/3/7   | Japanese culture: Breaking down barriers                                 | 日本文化：障壁を打ち破る                                                | 30:36    | ピート恵比寿の彫師、クリスがタトゥーに踏み切れない理由、アリアナ・グランデの失敗、寿司を口に運ばれた視聴者、釣銭トレイの用途       |
| 57     | 2019/3/14  | Japanese company turns sex into renewable energy                         | 日本企業はセックスを再生可能エネルギーに変える                          | 37:41    | 中目黒の世界最大のスターバックス、日本には無い台北の魅力、渋谷のポルノ視聴と発電イベント、クリスも訪れた「バーレスク東京」         |
| 58     | 2019/3/21  | Is Japan losing patience with foreign tourists?                          | 日本は外国人観光客への忍耐を失いつつある？                              | 32:12    | 『JUDGE EYES：死神の遺言』発売に終始興奮するピート、ナツキが事務所に所属、竹林の落書き、マナー動画を依頼する英国の役人             |
| 59     | 2019/3/28  | You can buy popularity in Japan!                                         | 日本で人気を買うことができる！                                          | 34:26    | 首に激痛を抱えるピート、『龍が如く』に飽きたクリス、『Abroad in Japan』ゲームの考案、友人レンタルが成立する日本としない英国        |
| 60     | 2019/4/4   | Japan's biggest event in 30 years (Feat. Natsuki!)                       | （30年間で最大の日本のイベント（Feat.ナツキ！））                       | 37:39    | 天皇の生前退位と令和、英国のロイヤルファミリーと日本の天皇の存在の比較、終戦時の玉音放送                                           |
| 61     | 2019/4/11  | The first 48 hours in Japan: what should you do?                         | 日本で初めての48時間：何をすべき？                                      | 50:48    | 松山市のカズ、ゴードン・ラムゼイとヤラセ演出の少ない『Kitchen Nightmares UK』、牛コブクロとクリス                                  |
| 62     | 2019/4/18  | When Japanese-English mistakes go too far (Engrish nightmares)           | 日本英語のミスが行き過ぎるとき（ジャパングリッシュの悪夢）              | 30:24    | 英語の誤りの指摘はレイシストか？、F*ckingをveryと混合、アイドルDVD「Bring icing shit horse tour final」                            |
| 63     | 2019/4/25  | Japan's 40 year old virgins and a worrying population time-bomb          | 日本の40歳の童貞と心配な人口時限爆弾                                    | 32:38    | 「老害」とBrexit、10歳でフラれた思い出と拒絶の怖さ、日本人の嫌韓と差別の少なさ、英・米の夢の捉え方の違い、東京五輪前の東北PR       |
| 64     | 2019/5/2   | Why Japanese KFC might be good for you!                                  | 何故日本のケンタッキーが君に合う可能性があるか！                        | 26:19    | クリスの猫好きと猫アレルギー、外国人に付いて回る日本の女子学生、富士山の撮影に挑戦し失敗                                           |
| 65     | 2019/5/9   | Can a foreigner ever *truly* be Japanese?                                | 外国人は「真の」日本人になれるか？                                      | 44:34    | 英国コーンウォール南東部ルーへの旅、ナツキの禁煙プロジェクト、YouTuber Dogenの日本語力                                             |
| 66     | 2019/5/16  | 4 Scams you should avoid in Japan!                                       | 日本で避けるべき4つの詐欺！                                             | 44:47    | 出典を記載しない『The Sun』、シャーラの誕生日と狂気の居酒屋、日本国旗を売る外国人と偽僧侶、バッティングセンターファンのピート      |
| 67     | 2019/5/23  | Should travellers be worried about Fukushima?                            | 旅行者は福島県について心配すべきか？                                    | 39:35    | ピートのクーリッシュ愛、福島原発と過激派のプロパガンダ、平成の空気缶、短期的に喫煙をしたクリス                                     |
| 68     | 2019/5/30  | 26 traits Japanese women want in a guy...                                | 日本人女性が好む26の男性の特性…                                         | 48:56    | 日焼けに対する西洋と日本の感覚の違い、映画『ロスト・イン・トランスレーション』の感想                                               |
| 69     | 2019/6/6   | Why climbing Mount Fuji isn't fun!                                       | 何故富士登山は楽しくないか！                                            | 46:23    | 好みの紅茶ブランド、「GURUNAVI」と「Google レビュー」、来日前に断捨離したクリス、自身のwiki情報、氷点下でトイレで寝る登山者        |
| 70     | 2019/6/13  | A real life Tokyo horror story…                                          | 現実の東京ホラー話…                                                     | 42:33    | 「一蘭」より旨い「一風堂」、ナツキ映画一周年記念、歌舞伎町で連れ去られた視聴者、リョウタロウの挨拶に学ぶ                           |
| 71     | 2019/6/22  | How much is Japan’s most expensive train?                                | 日本で最も高価な電車はいくら？                                          | 30:28    | J-ROCKスターの映像制作を請負うクリス、『テラスハウス』にハマる2人、「ななつ星 in 九州」、失礼な日本人                              |
| 72     | 2019/6/27  | Why Japan's $1bn mascot is banned from The Olympics…                     | 日本の10億ドルのマスコットがオリンピックから禁止される理由…             | 34:55    | 広島のピザ自販機の行方、くまモンの可燃性、JETプログラムの面接、カルト宗教と外国人旅行者、ゴジラ新作に失望したクリス                |
| 73     | 2019/7/4   | Which places would we choose to live in Japan?                           | 日本で住むならどこを選ぶ？                                              | 34:59    | 高齢女性と交通事故に遭ったピート、愛媛県松山市の魅力、ジェームズ・ハイジック博士の漢字学習書                                       |
| 74     | 2019/7/11  | Pete and Chris: Live in Japan!                                           | ピートとクリス：日本でライブ！                                          | 30:23    | 初の野外収録、中目黒の世界最大のスターバックス、セブンイレブンで買い物、渋谷のラブホテル街                                         |
| 75     | 2019/7/18  | Pete and Chris: Operation: Coolish!                                      | ピートとクリス：稼働：クーリッシュ！                                    | 32:35    | 渋谷のドン・キホーテ前から代々木公園へ徒歩で移動収録、ヒジャブが目立たなくなった東京、友人の鴻上尚史                               |
| 76     | 2019/7/25  | How to ruin your reputation in Japan: Kim Kardashian's masterclass       | 日本で自分の評判を壊す方法：キム・カーダシアンは師範クラス              | 30:15    | 梅雨に宮崎と鹿児島を訪れたピート、ピートのYouTubeチャンネル、読売新聞のクリスの特集記事                                            |
| 77     | 2019/8/1   | Why Japan's bear problem is about to get worse...                        | 日本の熊問題が悪化しかけている理由…                                     | 28:38    | クリスの新橋の美容師、リョウタロウに政治家を勧めるピート、クリスの従兄弟とピートの友人が来日、「侘び寂び」が好きなクリス           |
| 78     | 2019/8/8   | Are Japanese people genuinely kind to strangers?                         | 日本人は真に見知らぬ人に親切か？                                        | 37:47    | テンプル大学の講演、「人助けランキング」日本は144カ国中142位、カルト宗教とビスケット・レディ、3日間車に乗せてくれた日本人          |
| 79     | 2019/8/15  | 12 Things we wish we'd known about Japan before arriving...              | 来日前に知っておきたかった12のこと                                      | 45:40    | 動画収録の完全版、クリスの罵り言葉の動画に激怒する大叔父、罵り言葉に厳格な米国                                                     |
| 80     | 2019/8/22  | The real reason Chris moved to Japan                                     | クリスが日本に移住した本当の理由                                        | 27:54    | サッカーへの関心がないクリス、英語学習の動機付け、大麻の匂いが漂うロンドンと煙草の警告画像を載せない日本                           |
| 81     | 2019/8/29  | Can the introverted thrive in rural Japan?                               | 内向的な人が日本の田舎で成功できる？                                    | 25:09    | 2人の英国料理への想いの相違、アイリッシュパブとの混合、学生時代の『The Power of Self-Discipline』、ALT1年目の恥ずかしい授業        |
| 82     | 2019/9/5   | Japan's greatest theme park isn't Disneyland...                          | 日本一のテーマパークはディズニーランドじゃない                          | 45:21    | キングスクロス駅のファン、富士急ハイランド、HYDEの極秘プロジェクトと対面が叶ったナツキ、好きな日本映画                             |
| 83     | 2019/9/12  | Is Japan about to get flying cars?                                       | 日本は空飛ぶ車を得るところ？                                            | 26:21    | 東京の英国パブ「HUB」と「Hobgoblin」、黒髪の日本と青髪が許容される英国の高校、2023年の空飛ぶクルマ                                 |
| 84     | 2019/9/19  | Sex and rats and rock and roll!                                          | セックスとネズミとロックンロール！                                      | 23:39    | ラブホテル経営者のインタビュー動画、渋谷のコンビニ店内に出現するネズミ、「大戸屋」好きなクリスと迷惑動画                           |
| 85     | 2019/9/26  | Japan's best mascot?                                                     | 日本一のゆるキャラは？                                                  | 24:17    | 99年の「全日空61便ハイジャック事件」、乗車率400%の東京五輪、自転車旅の一人カメラ撮影時の心境                                       |
| 86     | 2019/10/3  | Goodbye Chris!                                                           | グッバイ、クリス！                                                      | 34:26    | クリスの日本に対する想いの吐露、後部座席のシートベルト、日本語能力試験N1受験の決意表明、『Abroad in England』の可能性              |
| 87     | 2019/10/10 | Dwayne 'The Rock' Johnson...in Japan?                                    | ドウェイン「ザ・ロック」ジョンソン…日本にいる？                         | 31:08    | ドゥエイン・ジョンソンに激似のマスター、サッカーファンのピートの母親、京王線のフランス人サポーター、ピートのパロディ動画           |
| 88     | 2019/10/17 | Stalker in Japan uses worrying method to locate victim                   | 日本のストーカーは被害者を探すため不安な方法を使う                      | 28:42    | 3つの災害の不安で眠れない夜、福島帰宅困難区域の動画、YouTubeアルゴリズムの問題、瞳の景色から住所特定                               |
| 89     | 2019/10/24 | School bully insurance is a thing in Japan...                            | 日本には学校のいじめ保険がある                                          | 28:23    | YouTubeの著作権問題、教師時代直面したいじめ問題、超高級トイレットペーパー、ナツキ語録、最も好きな青森県                            |
| 90     | 2019/10/31 | An awkward encounter at a Japanese restaurant                            | 日本のレストランでの気まずい出会い                                      | 29:46    | ピートがCoolish愛を送信、PewDiePieが日本に新居購入、ピートの夢、リチャード・アシュクロフトのインタビューの困難さ                   |
| 91     | 2019/11/7  | How to overcome social anxiety in Japan                                  | 日本で社会不安をいかに克服するか                                        | 34:54    | ピートが日本人ファンと遭遇、カフェインの覚醒作用消失、水出しコーヒーの発音の悩み、天皇陛下即位の礼と政令恩赦にも言及               |
| 92     | 2019/11/14 | 12 hidden spots you should know in Tokyo                                 | 知るべき東京の12の穴場                                                  | 27:46    | 渋谷から神楽坂まで幅広く穴場紹介                                                                                                   |
| 93     | 2019/11/21 | Why Japan’s cheapest hotel room costs just $1.20 (hint: there’s a catch) | 日本の最安値ホテルの部屋がたった130円である理由（ヒント：罠があります） | 29:17    | リョウタロウがケンブリッジ大学で研修、日本の街中での「食べ歩き」の可否を再考、宿泊放送される最安値ホテル                           |
| 94     | 2019/11/28 | Where is the best place to hide in Tokyo?                                | 東京のベストな隠れ場は？                                                | 29:21    | 『Abroad Perspective』の再稼働と他国映像撮影の開始示唆、渋谷の新施設『Nintendo TOKYO』、デートの勘定                               |
| 95     | 2019/12/5  | Tokyo's Harajuku district loses the greatest store ever                  | 東京の原宿は史上最高の店を失う                                          | 36:32    | 多忙なピートと帰郷のクリス、英北東部アクセントの魅力、ケント大学での奮闘、HYDE密着映像解禁間近、『Midnight Diner』                 |
| 96     | 2019/12/12 | Are Japanese Work Parties Actually Fun?                                  | 日本の忘年会は実際楽しい？                                              | 29:20    | Absolute Radioを去るピート、忘年会のビンゴと同僚の黒い本音、英日韓台で酒を囲んだHUB、Tinderの写真                                  |
| 97     | 2019/12/19 | The real reason Japanese stores forbid photography...                    | 日本の店が写真を禁止する本当の理由...                                   | 38:24    | 新称号案「Coolish Man」、テンプル大学の講演、大阪の「ねこ浴場」、日本の店内撮影の許可、日本で開業する手順、英国の移民問題          |
| 98     | 2019/12/26 | Unboxing Christmas presents as Chris returns to the UK! \| Xmas Special  | クリスが英国に帰郷し、Xmasプレゼントを開封！ \| Xmasスペシャル          | 25:18    | 日本でレアな英国料理、極小パックマンゲーム、ピートの新称号協議、「四季を持つ日本」、空港トイレでファンに遭遇                       |
| 99     | 2020/01/02 | Japanese women want husbands with these kinds of jobs                    | 日本の女性はこんな仕事を持つ夫が欲しい                                  | 25:58    | エンポリオ・アルマーニの靴を購入、理想の夫の職業、五輪で国外逃亡するクリス、JETプログラムの面接、マンガミュージアムに行ったピート  |
| 100    | 2020/01/09 | Japan’s most wanted foreigner flees country hiding in luggage            | 日本の最重要指名手配外国人は荷物に隠れて国外逃亡する                    | 28:28    | カルロス・ゴーンの日産での功績と不正・国外逃亡                                                                                     |